# Lomas de Sargentillo kanton
Lomas de Sargentillo kanton Ecuador csendes-óceáni partvidékén található, Guayas tartomány középső részén. Közigazgatási központja Lomas de Sargentillo. A kanton népessége a 2001-es népszámlálás adatai alapján 14 194 fő volt.

## Fordítás
Ez a szócikk részben vagy egészben  a   Lomas de Sargentillo Canton című angol Wikipédia-szócikk ezen változatának fordításán alapul.  Az eredeti cikk szerkesztőit annak laptörténete sorolja fel. Ez a jelzés csupán a megfogalmazás eredetét és a szerzői jogokat jelzi, nem szolgál a cikkben szereplő információk forrásmegjelöléseként.